# Schwarzenbergi Szabad Köztársaság
A Schwarzenbergi Szabad Köztársaság (németül: Freie Republik Schwarzenberg) Szászország azon területei voltak, amelyeket 1945. május 8-án, a német kapituláció napján még nem szállt meg a Vörös Hadsereg. A kapituláció után Schwarzenberg, Stollberg és Aue kerületek az Ore hegységben ismeretlen okokból nem kerültek megszállás alá. Ezen idő alatt a 21 település vezetői szövetséget kötöttek, és felállítottak egy, a maradék fasiszta csoportokat felszámoló helyi sereget. A helyzet fennállása a szovjet megszállással ért véget 1945. június 24-én.
Vannak elképzelések, hogy miért nem szállták meg a területet sem a szovjet, sem az amerikai erők. Az egyik szerint a két hadsereg vezetője a megszállási zóna határvonalát a Mulde folyónál jelölték ki. Ezzel az lehetett a probléma, hogy Szászország hegyei között több ilyen nevű vízfolyás is létezik, és kettő között helyezkedett el Schwarzenberg. Egy másik feltételezés szerint csak egy térképészeti műhiba következett be.
Az állam történetéről részletes beszámoló olvasható Stefan Heym 1984-es kiadású Schwarzenberg című regényében. Habár a mű hiteles információk feldolgozásával született, mégsem nevezhető dokumentációnak a sok toldozgatás és hozzáköltés miatt.
Habár a náciellenes tanácsok egyfajta kormányzó hatalomnak feleltek meg, mégsem alkottak igazi végrehajtó ágat. Schwarzenberget nem támogatta a világháborúban részt vevő egyik szövetség sem, emiatt a helyieknek maguk között kellett kereskedniük és döntést hozniuk. Az igazságszolgáltatás alapjait még az 1933 előtti Németország alkotmányából kölcsönözték. Sok német katona volt itt átutazóban a nyugatra, hogy elkerüljék a szovjet fogságot.
A szovjet megszállás után a tanácsokat felszámolták, de 1949-ben, a Német Demokratikus Köztársaság létrejöttekor hasonló, szovjet vezetésűeket állítottak fel. 
A berlini Haus Schwarzenberget is a köztársaságról nevezték el, környékén művésztelepek, galériák, boltok találhatóak.

## Fordítás
Ez a szócikk részben vagy egészben  a   Free Republic of Schwarzenberg című angol Wikipédia-szócikk ezen változatának fordításán alapul.  Az eredeti cikk szerkesztőit annak laptörténete sorolja fel. Ez a jelzés csupán a megfogalmazás eredetét és a szerzői jogokat jelzi, nem szolgál a cikkben szereplő információk forrásmegjelöléseként.